# Agonostomus
Genre
Synonymes
- Agonostoma[1]
- Neomugil Vaillant, 1894[1]
- Nestis Valenciennes, 1836[1]

Agonostomus est un genre de poissons de la famille des Mugilidae dont les espèces vivent en eau douce ou saumâtre mais également en eau de mer (Agonostomus monticola et Agonostomus telfairii).

## Liste des espèces
Selon FishBase (30 janv. 2016) et ITIS (30 janv. 2016) :
- Agonostomus catalai Pellegrin, 1932 — Mulet comoro
- Agonostomus monticola (Bancroft in Griffith et Smith, 1834) — Mulet de fleuve
- Agonostomus telfairii Bennett, 1832 — Mulet enchanteur